# نادي فتسلار لكرة اليد
نادي فتسلار لكرة اليد هو نادي كرة يد في ألمانيا تأسس في سنة 1904. يقع مقره في فتسلار. يلعب في الدوري الألماني لكرة اليد. تبلغ سعة ملعبه 5000 متفرجا.